# Cyrille Mubiala Kitambala
Cyrille Mubiala Kitambala est un footballeur congolais (RDC) né le 7 juillet 1974 à Kinshasa.
Il a participé à la Coupe d'Afrique des nations 2006 avec l'équipe de République démocratique du Congo ou il inscrivit un but contre le pays vainqueur, l'Égypte, malgré la défaite de son pays 4-1.

## Carrière
Il a commencé sa carrière en 1998 au CS Style du Congo , puis il a rejoint l' AS Dragons.

### AS Vita Club
En 2000 il rejoint l'un des plus grands clubs du pays l'AS Vita Club pendant trois ans.
En 2003,il a des propositions de clubs comme l'Ajax Cape Town, Mamelodi Sundowns, etc.

### Ajax Cape Town
Il a finalement signé a l'Ajax Cape Town ou il jouera 65 matchs et 7 buts.

### Bloemfontein Celtic FC
En 2006 , Il signe au Bloemfontein Celtic FC pour trois saisons il a joué 52 matchs et 3 buts.

### Sélection nationale
Il a participé a la Coupe d'Afrique des nations 2004 ou il termineront troisième du groupe.
Il a notamment participé a la Coupe d'Afrique des nations 2006 il ou termineront deuxième du groupe derrière le Cameroun.
Pendant le quart de finale qui opposait la RD Congo face a l'Égypte . Il a inscrit un but , malgré la défaite 4-1.
Après la compétition il met fin a sa carrière internationale il avait joué au tout 22 matchs et 2 buts.